# Roberto Platero
Roberto Francisco Platero Ibáñez (31 de diciembre de 1986, Santoña, Cantabria) es un futbolista profesional español que juega actualmente en la Asociación Deportiva Siete Villas, de Tercera División y su posición es de delantero.

## Trayectoria
Roberto Platero se crio en la cantera del Racing de Santander y el 17 de junio de 2007 debutó con el primer equipo, jugando los últimos 20 minutos contra el Betis.
En la temporada 2008/2009 el Numancia regresaba a la Primera División y fichaba a Platero. La temporada siguiente jugó cedido seis meses en la S.D. Ponferradina y los otros seis meses en el Barakaldo C.F.. El 11 de agosto de 2010 se le cedió nuevamente (por tercera vez), pero en esta ocasión su nuevo destino fue el Poli Ejido. 
La temporada 2011/2012 la comenzó con un fugaz paso en el Noja donde jugó tres partidos para más tarde recalar en el Laredo, en donde tan solo jugó 5 partidos en el club pejino, para recalar en el tercer conjunto en esta temporada el Siete Villas. Fichó por la RS Gimnástica en la temporada 2012-2013, donde estuvo tres temporadas hasta la temporada 2015-2016, recaló en el Rayo Cantabria, a la siguiente temporada, fichó por el Portugalete, donde estuvo dos temporadas, hasta finalmente en la temporada 2018-2019, fichó por el Siete Villas, en tercera división cántabra.

## Clubes
| Club                           | País   | Año       |
| ------------------------------ | ------ | --------- |
| Racing de Santander B          | España | 2004-2005 |
| Racing de Santander B          | España | 2005-2006 |
| Racing de Santander            | España | 2006-2007 |
| Racing de Santander B          | España | 2007-2008 |
| C.D. Numancia                  | España | 2008-2009 |
| S.D. Ponferradina              | España | 2009      |
| Barakaldo C.F.                 | España | 2010      |
| Poli Ejido                     | España | 2010-2011 |
| S.D. Noja                      | España | 2011      |
| S.D. Laredo                    | España | 2011      |
| R.S. Gimnástica de Torrelavega | España | 2012-2015 |
| Siete Villas                   | España | 2018-     |